# Gordon Persons
Seth Gordon Persons, né le 5 février 1902 et mort le 29 mai 1965, est un homme politique démocrate américain. Il est gouverneur de l'Alabama entre 1951 et 1955.